# 尼古拉·丹尼列夫斯基

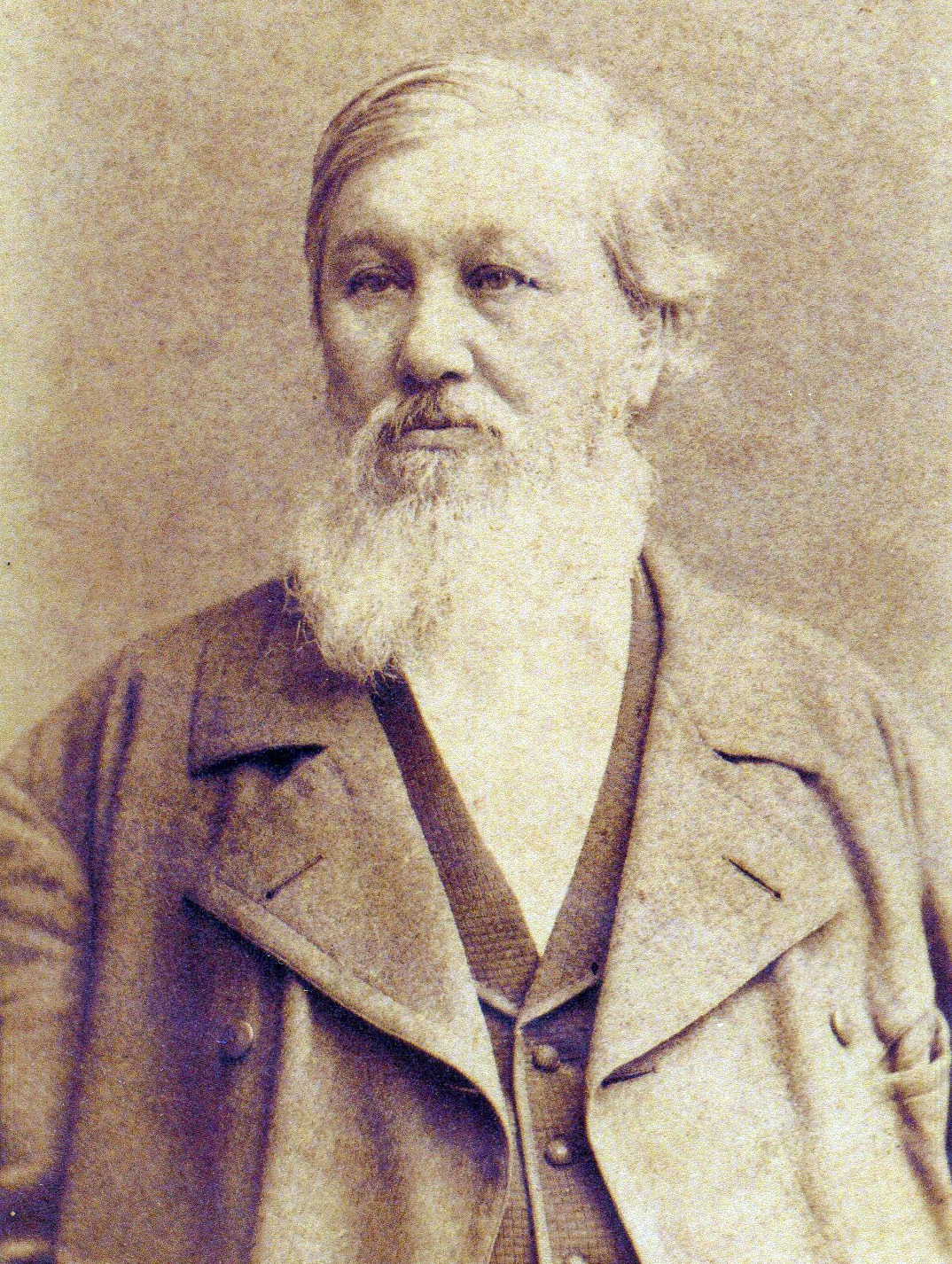
尼古拉·丹尼列夫斯基

尼古拉·雅科夫列维奇·丹尼列夫斯基（俄語：Никола́й Я́ковлевич Даниле́вский，英語：Nikolay Yakovlevich Danilevsky；1822年12月10日—1885年11月19日），俄國自然學家，歷史哲學家，泛斯拉夫主義思想家。他提出的「文化歷史類型」理論曾在西方學術界引起廣泛反響，影響了包括斯賓格勒和湯因比在內的一批后繼史學家，為文化形態學的形成和文明的比較研究奠定了理論基礎。他認爲人類歷史的發展過程並不是朝向共同目標的單線運動，而是不同文化各自發展的集合。

## 生平
丹尼列夫斯基出生在奧廖爾省的奧貝雷茨村。作為一個貴族家庭的成員，他在沙斯科耶·塞洛中學接受了教育。畢業後，他進入軍事部辦公室工作。由於對軍事生涯的前景不滿意，他開始在聖彼得堡大學學習物理學和數學。
在通過碩士考試後，丹尼列夫斯基準備為他關於黑海地區植物群的論文進行答辯，但在1849年，他因加入彼得拉舍夫斯基小组而在那裡被捕，該圈子研究法國社會主義者的作品，成員包括費多爾·陀思妥耶夫斯基。一些最活躍的成員被判處死刑，後來減為終身監禁。丹尼列夫斯基在彼得保羅要塞被監禁了100天，然後被送到沃洛格達的警察監視下生活，他在那裡從事省級行政工作。
1852年，他被任命為卡爾·恩斯特·馮·貝爾率領的探險隊成員，評估伏爾加河和里海的漁業狀況。考察持續了四年，隨後丹尼列夫斯基被重新分配到國家財產部的農業司。20多年來，他一直負責白海、黑海、亞速海、里海和北冰洋的考察工作。他從考察中獲得的專業知識使他在1872年出版了《俄羅斯漁業狀況考察》一書。
除了在漁業和海豹貿易方面的工作外，他還在1872年至1879年擔任制定克里米亞自來水使用規則的委員會負責人。1879年至1880年，他負責管理尼基茨基植物園，被任命處理19世紀80年代根瘤蚜蟲流行病。他關於俄羅斯氣候學、地質學、地理學和民族學的論文為他贏得了俄羅斯地理學會金獎。
丹尼列夫斯基在第比利斯去世，並被埋葬在他位於姆尚卡的莊園。